# Ngilen
Ngilen is een bestuurslaag in het regentschap Blora van de provincie Midden-Java, Indonesië. Ngilen telt 1860 inwoners (volkstelling 2010).